# Comté de Putnam (Virginie-Occidentale)
Pour les articles homonymes, voir Comté de Putnam.
Le comté de Putnam est un comté des États-Unis situé dans l’État de Virginie-Occidentale. En 2000, la population était de 51 589 habitants. Son siège est Winfield. Le nom du comté vient de Israel Putnam, général américain, héros de la Guerre d'indépendance des États-Unis. À égale distance de Charleston et de Huntington, le long de l'Interstate 64, le comté s'urbanise et voit sa population augmenter.

## Principales villes
- Bancroft
- Buffalo
- Eleanor
- Hurricane
- Nitro (une partie)
- Poca
- Winfield